# Здания Российской бумагопрядильной мануфактуры
Здания Российской бумагопрядильной мануфактуры — памятники архитектуры. Расположены в Санкт-Петербурге, современный адрес дома — набережная Обводного канала, 223—225.
Российская бумагопрядильная мануфактура, позднее фабрика «Веретено», была основана в 1835 году, тогда же началось строительство фабричных корпусов. Изначально проект был заказан Уильяму Фейрберну, но он так и не разработал проект, хотя вносил некоторые коррективы при строительстве. Главное здание было заложено 3 июня 1836 года; проект был доработан архитектором Н. Я. Анисимовым (также руководившим в дальнейшем строительством) под руководством А. Я. Вильсона, одного из владельцев фабрики (по другим данным, автор проекта остался неизвестным). В середине 1838 года фабрика уже начала работу.
У главного здания три корпуса: стоящий в глубине двора центральный и два симметричных по бокам. Эти здания являют собой ранний пример многоэтажного производственного сооружения с металлическим каркасом. Они строго конструктивны, у них крупные широкие окна и узкие простенки. Во второй половине XIX века предприятие расширялось, а здание неоднократно перестраивалось. Перестройка происходила под руководством архитекторов Р. Р. фон Генрихсена (1857), Н. П. Гребенки (1858), Л. Ф. Шперера (1883), К. К. Циглера фон Шафгаузена. В 1897 году к главному зданию фабрики был надстроен шестой этаж.
Проходная контора фабрики стоит по оси главного здания, на её фасадной стене прорезаны ворота с полуциркульным окном. Кронштейны поддерживают сильно вынесенный карниз. Над зданием — ротонда, стоящая на тонких колонках, на её куполе — статуя Меркурия. Фасады украшены тремя чугуннолитыми досками: на центральной, расположенной над входной аркой конторы, указана дата основания фабрики и перечислены имена учредителей мануфактуры, боковые украшены рельефами с изображением жезла Меркурия.